# Маяк в економічній теорії

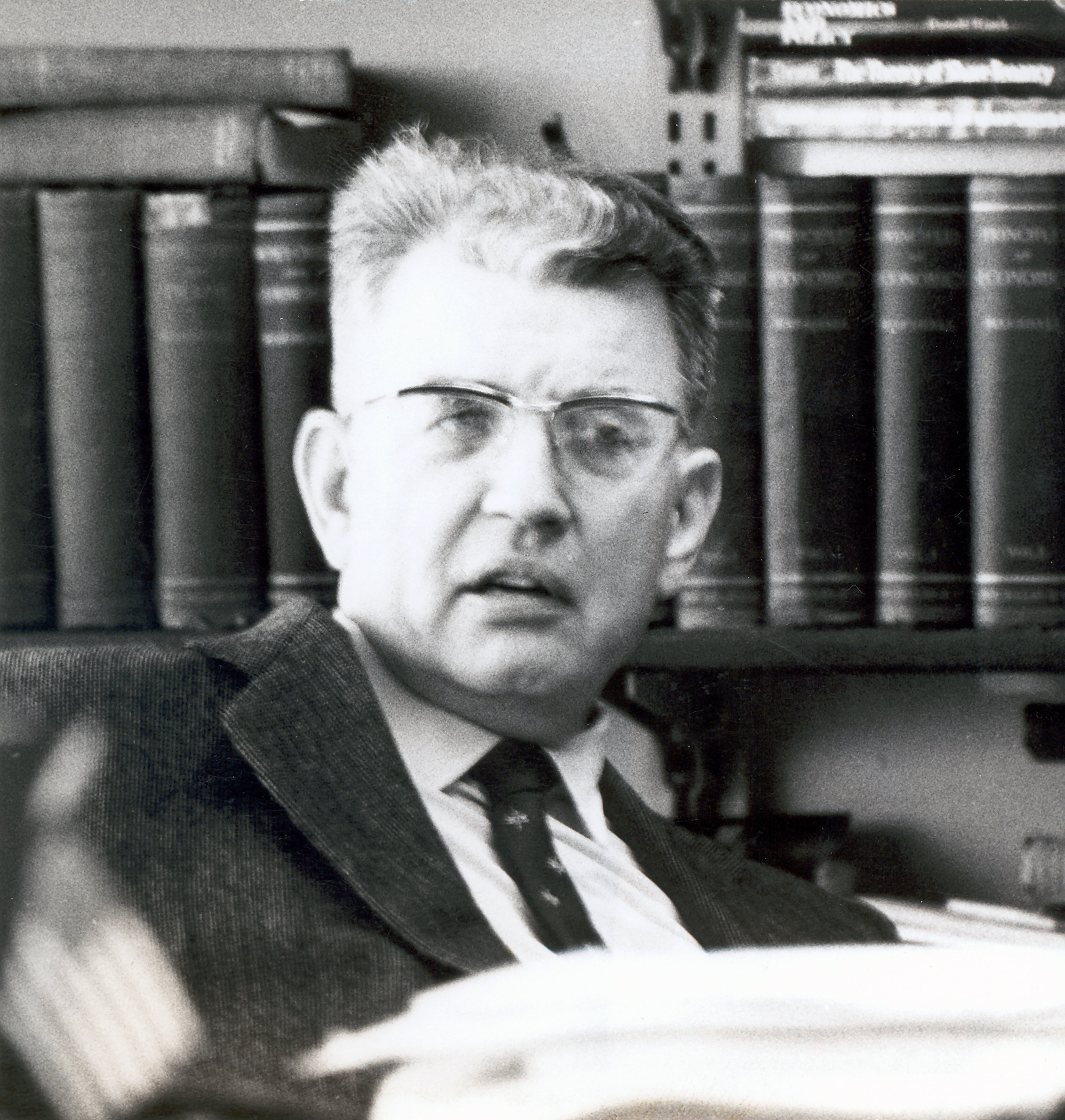
Рональд Коуз

"Маяк в економічній теорії" ("The Lighthouse in Economics")- це наукова праця 1974 року, написана британським економістом Рональдом Г. Коузом, лауреатом Нобелівської премії з економічних наук 1991 року. 
Ця стаття кидає виклик традиційній думці в економічній теорії про те, що маяки є суспільними благами, а точніше, існуванню консенсусу, що приватне будівництво та експлуатація маяків були неможливими. Аргументи Коуза базуються на досвіді Британії з 17 по 19 століття. Коуз відніс маяки до клубних благ, оскільки виключеність користування ними забезпечується шляхом стягнення портових зборів. Хоча деякі дослідники характеризують цю статтю як непослідовну,  вона загалом розглядається - наприклад, див. Познер (Posner, 1993)  - як така, що дає розуміння розміру суспільних благ. 
Роботу Коуза критикували Ван Зандт (Van Zandt, 1993), Бертран (Bertrand, 2006) та інші за неповну характеристику невиключеності суспільних благ. Історичні записи показали, що ті маяки, які працювали на добровільній оплаті, не проіснували довго і врешті-решт почали світити лише за державної підтримки. Однак у випадку з Британією Коуз стверджує, що приватні маяки не вижили не тому, що вони стали неплатоспроможними, а швидше через цілеспрямовані політичні ініціативи. Британський уряд зобов’язав придбати приватні маяки  Trinity House (асоціація, яку Коуз та інші письменники неявно розглядають як руку британського уряду, принаймні щодо забезпечення маяків). Коуз зазначає, що деякі маяки, були продані за те, що за сучасними оцінками, становить багато мільйонів доларів. 
Хоча багато маяків Коуз описав як такі, що управлялися приватно,   приватними, право на стягнення необоротних світлих внесків підтримувалося патентом корони. Іншими словами, вони не забезпечувалися приватним шляхом через вільний ринок, як розуміли попередні письменники. Деякі запевняють, що підтримка уряду була настільки яскраво виражена, розглядати ці маяки як приватні є введенням в оману. 

У 1997 році в інтерв'ю  з Reason Magazine, Коуз відповідає на такі критичні зауваження: 
 Якщо ви подивитеся на те, що відбувається  насправді, ви виявите, що тривалий час маяки були приватними підприємствами. Їх фінансували приватні особи, їх будували приватні особи, ними керували люди, які мали права на маяки, й ці права вони могли заповідати іншим або продати. Дехто вважає, що те, що насправді відбувалося з маяками, не було приватним підприємництвом. Уряд певним чином брав участь у встановленні прав тощо. Я думаю, що це хибне твердження, через те, що ви так само можете стверджувати, що за цією логікою не існує приватної власності на будинки, оскільки ви не можете передати свої права на будинок без перевірки права власності та реєстрації та, не дотримуючись цілої низки норм, багато з яких виконує уряд. 
 Критики стверджують, що ці права (на стягнення внесків на світло тощо) були відкликані або ж маяки були викуплені владою, оскільки загальна сума митних платежів, сплачених кораблями, була завищена внаслідок рентоорієнтованої діяльності маяків операторами маяків. Однак у своїй статті Коуз припускає, що поштовх до націоналізації маякової промисловості виник з інтересів судноплавства, які вважали за краще, щоб витрати на забезпечення маяків були зняті з вантажовідправників, які безпосередньо отримували вигоду від послуги, та повністю перекладені на британських платників податків. 
Барнет і Блок (Barnett and Block, 2007) також вказують критикам Коуза, що приватні маяки можливі, не залежно від того, чи вони відображені в історичному записі, чи ні. Приватні маяки могли отримати плату за рахунок негативної реклами, добровільних клубів та вимкнення світла для вільних мореплавців. 

## Подальше читання
- Coase, Ronald H. (1974), The Lighthouse in Economics, Journal of Law and Economics, 17 (2): 357—376, doi:10.1086/466796 області Coase, Ronald H. (1974), The Lighthouse in Economics, Journal of Law and Economics, 17 (2): 357—376, doi:10.1086/466796
- Van Zandt, David E. (1993), The Lessons of the Lighthouse: "Government" or "Private" Provision of Goods, Journal of Legal Studies, 22 (1): 47—72, doi:10.1086/468157
- Bertrand, Elodie (2006), The Coasean Analysis of Lighthouse Financing: Myths and Realities, Cambridge Journal of Economics, 30 (3): 389—402, doi:10.1093/cje/bei068
- Барнетт, Вільям і Block, Walter; Block, W. (November 2007), Coase and Van Zandt on Lighthouses, Public Finance Review, 35 (6): 710—733, doi:10.1177/1091142107302182